# Campanya del Llaç Blanc

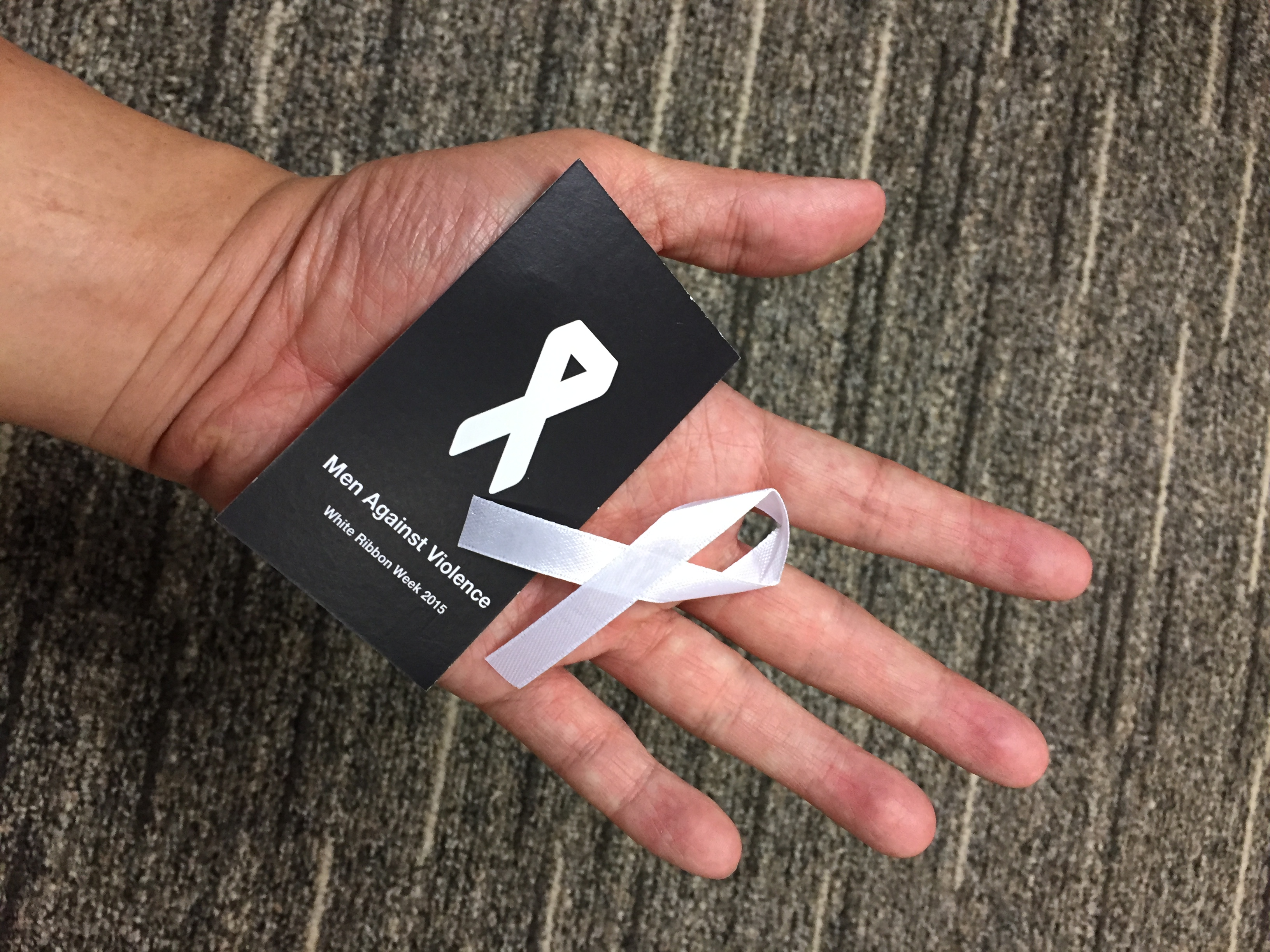
Exemple de llaç blanc.

La Campanya del Llaç Blanc (en anglès White Ribbon Campaign o WRC) és un moviment global d'homes i nens que treballen per acabar amb la violència masclista contra dones i nenes. Va ser format per un grup d'homes profeministes a London (Ontario) el novembre de 1991 com a resposta a la massacre d'estudiants de l'École Polytechnique per Marc Lépine el 1989. La campanya pretenia conscienciar sobre la prevalença de la violència masclista contra les dones, amb el llaç blanc simbolitzant "la idea que els homes renuncien als seus braços". Actiu en més de 60 països, el moviment busca promoure relacions saludables, l'equitat de gènere i una visió compassiva de la masculinitat.

## Història
El context històric d'aquest dia va ser la resposta a la massacre misògina que es va produir a l'École Polytechnique de Mont-real, Quebec, Canadà, el 6 de desembre de 1989 i es va referir com la Massacre de Mont-real. La massacre va tenir lloc quan Marc Lépine, de vint-i-cinc anys, va matar 14 dones a causa del seu odi cap a les dones. Gran part del treball del moviment del llaç blanc llavors, se centrà en la prevenció de la violència de gènere, que inclou educar i orientar els joves sobre qüestions com la violència i la igualtat de gènere. Es recomana als homes i nens que portin llaços blancs com a símbol de la seva oposició a la violència contra les dones. Se'ls anima especialment a portar-los durant la setmana del llaç blanc que comença el 25 de novembre, que és el Dia de l'ONU per a l'eliminació de la violència contra les dones.
La Campanya de la Cinta Blanca està activa en més de 60 nacions d'arreu del món, incloent-hi Canadà, Regne Unit, Pakistan, Itàlia i Austràlia.
El 2018 per a Austràlia, el dia es va traslladar del 25 de novembre al 23 de novembre per convertir-se en un dia de campanya específic separat del dia internacional i es va ampliar per incloure la violència contra els nens. Les empreses poden aconseguir un "lloc de treball acreditat amb llaç blanc", vàlid per tres anys.
El 3 d'octubre de 2019, la branca australiana del moviment, White Ribbon Australia, es va posar en liquidació després de registrar una pèrdua neta de 840.000 dòlars australians als seus informes financers. El març de 2020, una organització de serveis comunitaris amb seu a Austràlia Occidental va comprar White Ribbon Australia, i el director executiu de White Ribbon Canadà va donar la benvinguda al seu compromís de col·laborar per "desafiar i donar suport als homes i nens a adonar-se del seu potencial per formar part de la solució per acabar amb totes les formes de la violència masclista". El nou conseller delegat australià el juny de 2020 va declarar la seva intenció de centrar-se més en la violència domèstica i deixar de ser una campanya específica que implicava els homes per "implicar tots els australians".

## Whiteribbon.org
L'any 2014 l'organització activista dels drets dels homes A Voice for Men va llançar whiteribbon.org com a contraposició a la campanya White Ribbon, adoptant gràfics i llenguatge de White Ribbon. Aquesta organització és propietat d'⁣Erin Pizzey i té el lema "Stop Violence Against Everyone". Acusant de "segrest" a White Ribbon, el lloc va ser durament criticat per Todd Minerson, l'antic director executiu de The White Ribbon Campaign, que el va descriure com "una campanya imitadora que articulava les seves opinions arcaiques i negacions sobre les realitats de gènere basades en la violència". El lloc web presenta l'afirmació que la violència domèstica és una conducta apresa des de la infància, perpetrada igual per dones i homes. El lloc web ha rebut moltes crítiques, acusat de mostrar "propaganda antifeminista".

## Crítica
Tot i que el WRC havia de ser una campanya de pressió entre iguals d'homes, les activitats de l'organització australiana van ser qüestionades el 2016 i després, amb al·legacions que la jornada estava organitzada majoritàriament per dones i era un exemple de mancatisme, més que un mitjà eficaç d'efectuar un canvi útil. També s'al·legava que gran part del finançament recaptat s'estava absorbint per despeses administratives. L'organització va negar les crítiques, amb partidaris com l'ambaixador de White Ribbon, Matt de Groot, que van desafiar les afirmacions. La investigació va argumentar que si White Ribbon Australia "no articula el significat de la igualtat de gènere i el respecte és una mancança crucial".
L'octubre de 2018, White Ribbon Australia va fer plans per retractar-se de la seva declaració de posició que les dones "haurien de tenir un control total sobre la seva salut sexual i reproductiva", passant a una posició "agnòstica" per consultar amb les parts interessades de la comunitat. Després de les crítiques a la mesura, la declaració de posició original es va restablir unes hores més tard. El canvi de posició es va produir el mateix matí que el Parlament de Queensland va votar a favor de despenalitzar l'avortament, que es va produir després d'un llarg procés que va implicar la Comissió de Reforma de la Llei de Queensland (QLRC). White Ribbon Austràlia es va referir a l'informe de revisió de les lleis d'interrupció de l'embaràs del QLRC, per la seva presentació que recolza la necessitat d'un "accés coherent en el àmbit nacional a un avortament segur i legal".